# Džinovski
«Desetka» — музыкальный альбом группы Hladno pivo. Издан в 1993 году лейблом Croatia Records. Длительность композиций составляет 38:32. Альбом относят к направлению панк-рок.

## Описание
Является самым продаваемым альбомом группы. В дополнение к CD были выпущены и аудиокассеты. Džinovski также является одним из самых успешных альбомов хорватской панк-сцены.
Запись началась в ноябре 1992-го в студии Best Music Дениса Муяджича (Denis Mujadžić). Альбом был закончен 29 ноября.
Наряду с большинством оригинальных песен, в альбоме также есть пара треков зарубежных исполнителей. Песня «Buba švabe» представляет собой обработку композиции «Spiders in the Dressing Room» английской панк-рок-группы The Toy Dolls. Песня «Für Immer Punk» (на немецком панк навсегда) — перепевка хита «Forever Young» немецкой группы Alphaville, чью лирику переработала немецкая панк-рок-группа Die Goldenen Zitronen. Hladno pivo почти полностью копирует манеру исполнения оригинала. Песня «Marihuana» является обработкой американской «I Like Marijuana» нью-йоркской группы David Peel & the Lower East Side.
Альбом был удостоен премии Porin в 1994 году в категории Лучший альбом в стиле альтернативной рок.
Переиздание альбома с 2004-го включает три дополнительные песни «Rebel», «Niemals», а также инструментальную «Outro».

## Список композиций
1. «Pjevajte nešto ljubavno» — 2:10
2. «Marija» — 1:21
3. «Princeza» — 1:17
4. «A, što dalje…» — 2:18
5. «Marihuana» — 1:32
6. «Buba švabe» — 1:54
7. «Sarma» — 3:13
8. «Für immer Punk» — 2:32
9. «Dobro veče» — 2:40
10. «Narcisoidni psi» — 1:51
11. «Marginalci» — 1:32
12. «Zakaj se tak oblačiš» — 2:06
13. «Heroin» — 1:28
14. «Trening za umiranje» — 3:15
15. «Čelične zavjese» — 1:30
16. «Odjava programa» — 2:22
17. «Buntovnik» — 2:15
18. «Niemals» — 1:34
19. «Outro» — 1:58